# Reinhold Scherpp
Reinhold Scherpp (* 15. Juni 1951) ist ein ehemaliger deutscher Fußballspieler.

## Sportlicher Werdegang
Scherpp entstammt der Jugendabteilung von Union Böckingen, für den Fußballverein debütierte er in der seinerzeit drittklassigen 1. Amateurliga Nordwürttemberg im Erwachsenenbereich. In der Spielzeit 1969/70 wurde er mit der Mannschaft Vizemeister hinter dem 1. Göppinger SV und qualifizierte sich somit für die Deutsche Amateurmeisterschaft 1970, bei der sie jedoch in der ersten Runde am BSC Brunsbüttel scheiterte. 1971 folgte er seinen vormaligen Mannschaftskameraden Horst Hägele und Martin Kübler zum Lokalrivalen VfR Heilbronn, der in der zweitklassigen Regionalliga Süd antrat. Hier spielte er zwei Saisons, in denen sich die Mannschaft im vorderen Mittelfeld platzierte.
1973 wechselte Scherpp gemeinsam mit Karl Alber zur Eintracht Bad Kreuznach, die in die Regionalliga Südwest aufgestiegen war. In der Spielzeit 1973/74 wurde die Mannschaft zwar Tabellensiebter, aufgrund der Einführung der 2. Bundesliga als zweithöchster Spielklasse stieg sie jedoch in die 1. Amateurliga Südwest ab. Mit 130 erzielten Saisontoren wurde sie dort in der Spielzeit 1974/75 Meister und stieg nach vier Siegen gegen Eintracht Trier und ASC Dudweiler in der Aufstiegsrunde direkt wieder auf. In der 2. Bundesliga blieb sie jedoch chancenlos und stieg mit sieben Punkten Rückstand auf einen Nicht-Abstiegsplatz ab, Scherpp hatte dabei in 24 Saisonspielen drei Tore erzielt. Nach einer Spielzeit in der 1. Amateurliga kehrte er 1977 ins Badische zurück, wo er fortan für den SV Neckargerach auflief. 1978 qualifizierte er sich mit dem Klub unter Spielertrainer Harry Griesbeck, einem vormaligen Mitspieler in Heilbronn, für die neu geschaffene Oberliga Baden-Württemberg. In den folgenden Jahren pendelte die Mannschaft zwischen dieser Spielklasse und der viertklassigen Verbandsliga Baden, ehe er 1983 seine Karriere beim Klub beendete.
Hauptberuflich war Scherpp im Landratsamt Heilbronn tätig.